# Lingre Pema Dorje
| Tibetische Bezeichnung                         |
| ---------------------------------------------- |
| Wylie-Transliteration: gling ras padma rdo rje |
| Chinesische Bezeichnung                        |
| Vereinfacht: 岭热•白玛多杰; 林热•白玛多吉      |
| Pinyin:Lingre Baima Duojie; Linre Baima Duoji  |

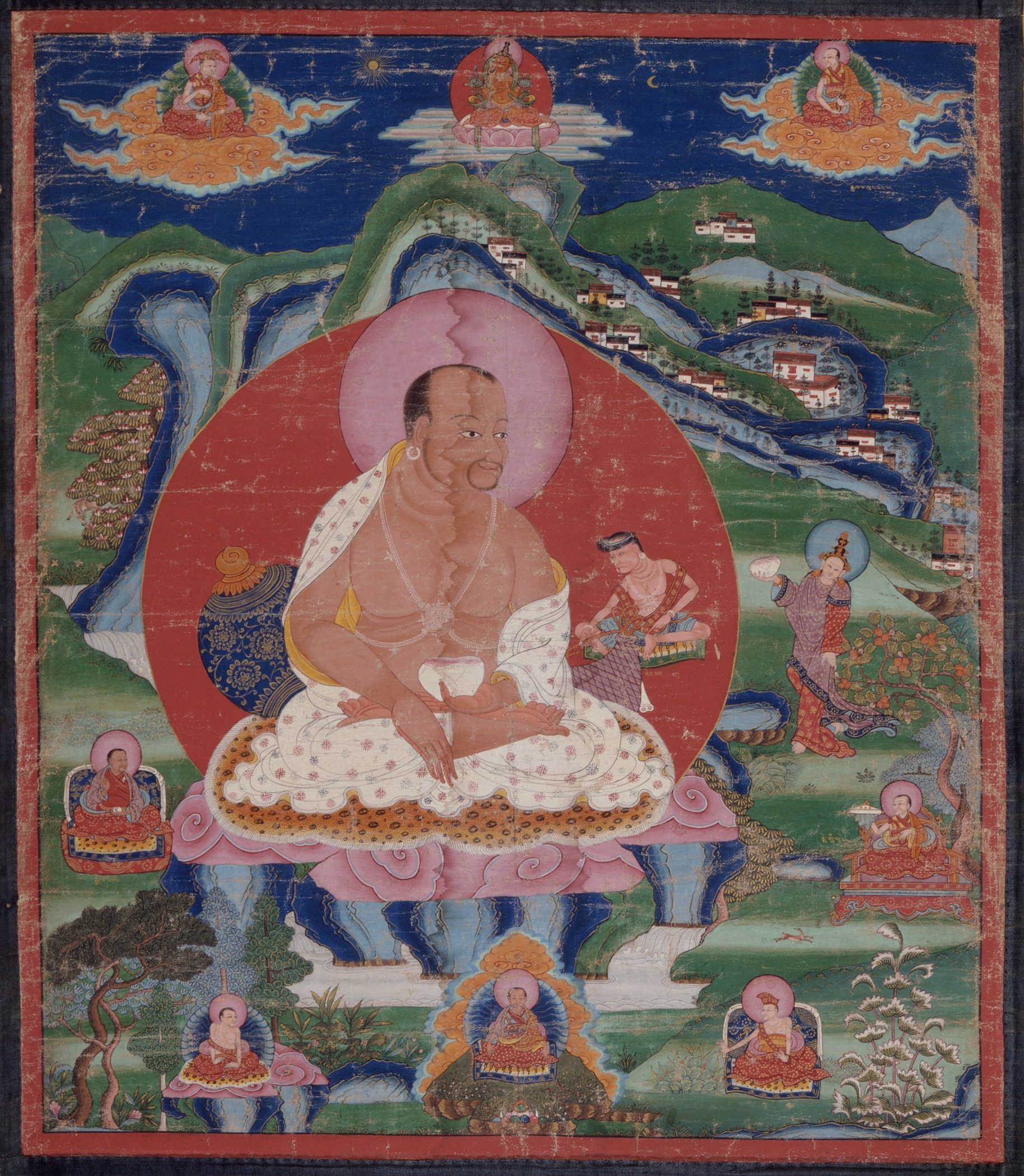
Padma Dorje

Lingre Pema Dorje (tib. gling ras padma rdo rje; geb. 1128; gest. 1188) oder kurz Lingrepa war ein Geistlicher der Drugpa-Kagyü, der aus der Phagdru-Kagyü-Schule, einer Unterschule der Kagyü-Tradition, hervorging.
Er war Schüler von Phagmodrupa Dorje Gyelpo und Lehrer von Tsangpa Gyare. Er ist der Gründer der Mittleren Drugpa-Tradition (Bardrug) und gilt damit als der Begründer der Drugpa-Kagyü-Tradition.